# نشوة القديسة تريزا
نشوة القديسة تريزا تمثال للنحات الإيطالي الشهير جان لورينزو برنيني. تم نحته فيما بين عامي 1647 و1651 بتكليف من الكاردينال كورنارو حتى يتم وضعه على قبره أينما يكون في كنيسة القديسة ماريا دي فيكتوريا في روما، حيث يتواجد بالفعل في الوقت الحالي فيما يُسمى باسم كابيلا كورنارو. ويعد التمثال واحدًا من روائع أعمال النحت الباروكي الروماني السامي. جان لورينزو برنيني هو واحد من أشهر فنانين عصر النهضة، صاحب العديد من الروائع الشهيرة الموجودة في الفاتيكان. ووصلت موهبة النحات إلى أوج نضجها عندما فرغ من إنجاز هذا التمثال الذي وضع فيما بعد في كنيسة كورنارو بروما وما يزال فيها حتى اليوم. يصور التمثال قصة عشق صوفية روتها الراهبة الإسبانية الشهيرة القديسة تيريزا في كتاب سيرتها الذاتية. القديسة تيريزا عاشت في فترة شهدت أوروبا خلالها الكثير من الاضطرابات الدينية والسياسية، وكانت حياتها مضرب المثل في الزهـد والتقشف.
تقول القصة أن الراهبة رأت ذات ليلة ملاكًا جميلًا يقف إلى جوارهـــا وفي يده سهم ذهبي في طرفه لهب مشتعل، ولم يلبث الملاك الصغير إلى أن غرس السهم في قلب الراهبة وعندما انتزعه من صدرها خـُيل لها أنه انتزع أحشاءها معه، كان الألم رهيبًا بحسب الراهبة، لكنه كان مصحوبًا بلذه عظيمة تمنت لو أنها لا تغادرها أبدًا. أما في التمثال، فيبدو الملاك المجنح وهو يسحب السهم من جسد الراهبة بينما تتراجع هي متثاقلة إلى الوراء بفم مفتوح وعينين مغمضتين وقدميـن عاريتين تحت تأثير الشعور بالافتتان والنشوة. هذه الكتلة الضخمة من الرخام الذي استحال بفضل عبقرية برنينــي إلى لحم بشري ناعم، قد لا ينطبق عليها وصف العمل النحتي بمعناه التقليدي، إنها أقرب لأن تكون صورة مشهدية مكونة من نحت ورسم وضوء. ويعبر التمثال عن رؤية برنيني التي تتداخل فيهـا العناصر المعمارية والزخرفية ضمن فراغ هندسي تنصهر فيه القيم الجمالية وتتوحد. في المشهد تبدو الراهبة مرتدية ثوبًا يغطيها من الرأس إلى القدمين، أما الملاك فيظهر وقد انحسر رداءه عن أحد منكبيه، بينمــا راح الضوء الخفيف يتسلل عبر النافذة المفتوحة خلفهما. أما النشوة فتظهر في شلال الخيوط الذهبية المتساقطة من أعلى أكثر من تعابير الوجه أو ارتعاش اليدين والقدمين.
ووفقًا لروبير حلو: «في تمثال «نشوة القديسة تيريزا»، يغرف الفنان من لاهوت كنسيّ يقدّس الألم المتّحد بالمسيح، ليترجمه بلغته الخاصة. تصير القديسة امرأة عارية في لحظة الألم، تحمل بيديها المقطعتين صليب المسيح. تلك النشوة مجسدة بالمنشار اليدوي الذي يجزّ جسد تيريزا، وبإكليل الورد على رأسها. لاهوت الألم يرافق جميع تماثيل حلو. ففي أحد التماثيل التي خصصها حلو لأطفال العراق، نرى ملائكة تحمل طفلاً، وفي آخر يضع قفصاً فارغاً مكان أحشاء طفل، لكنّه مزود بجناحين صغيرين ليطير فوق الألم».

## معرض صور

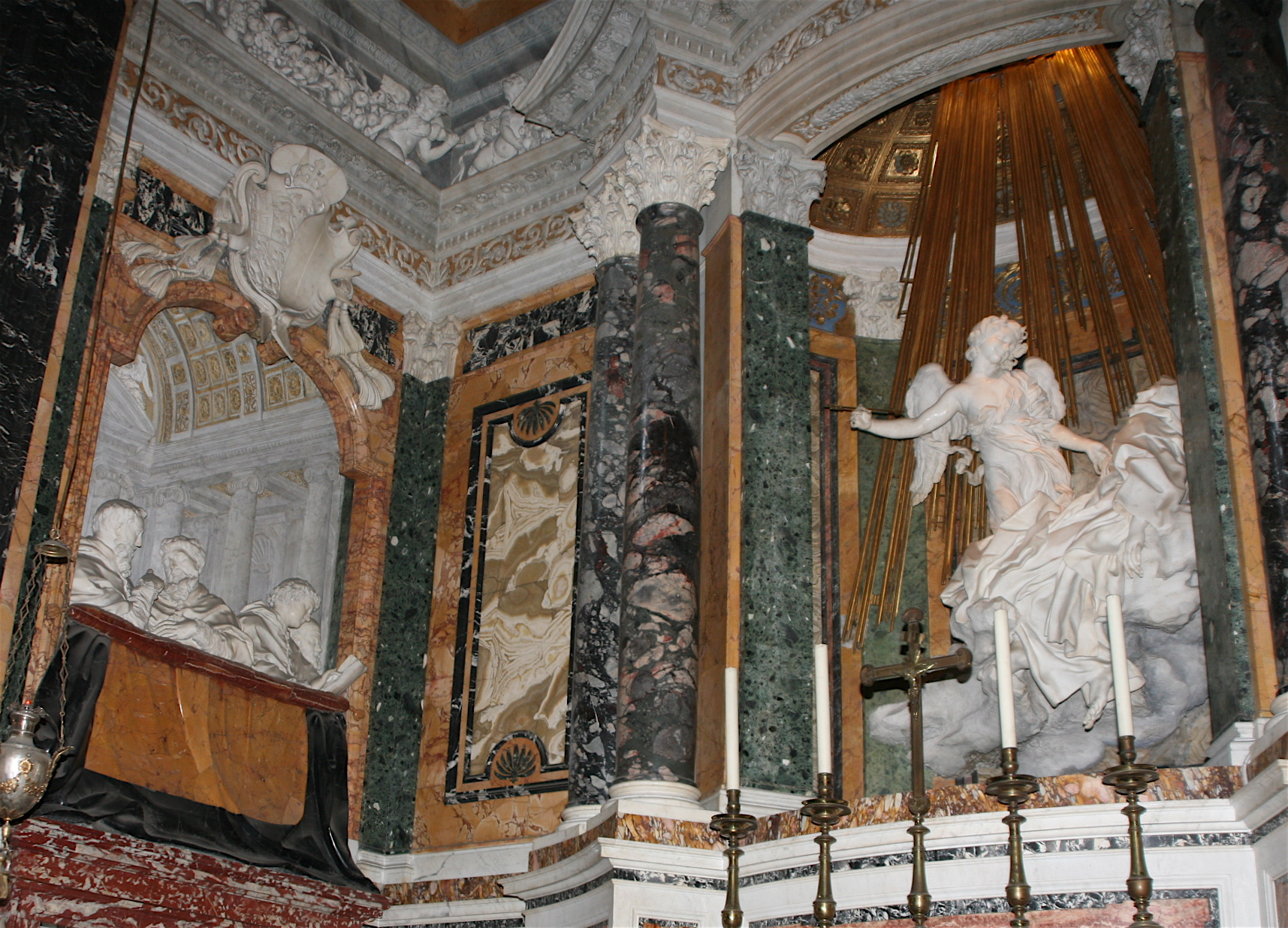
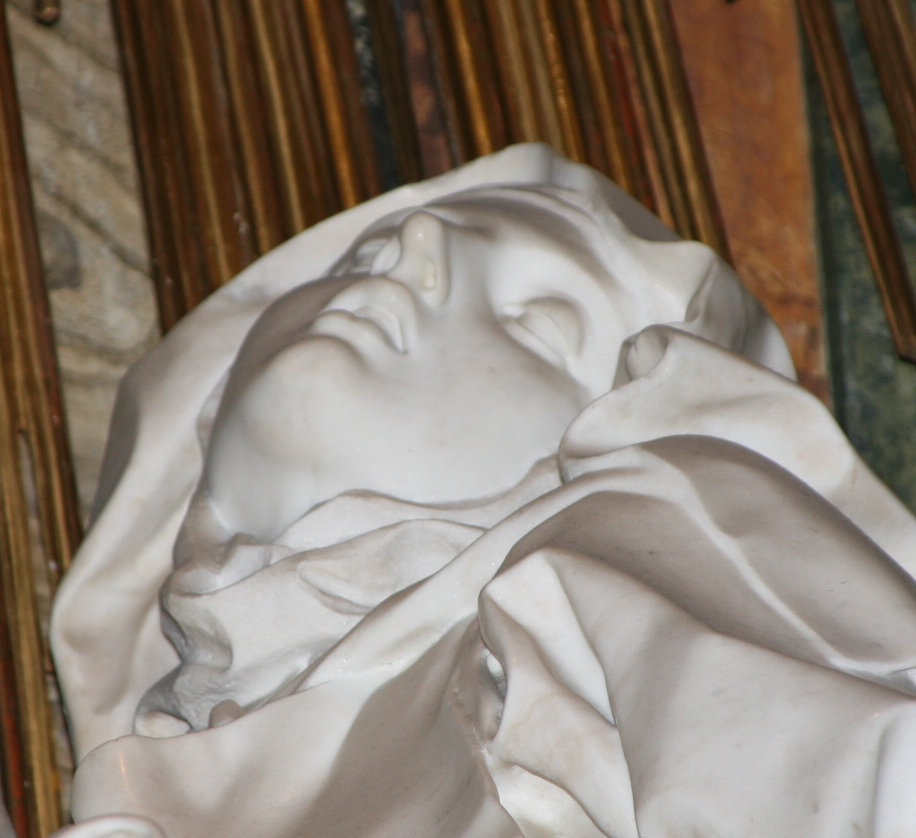
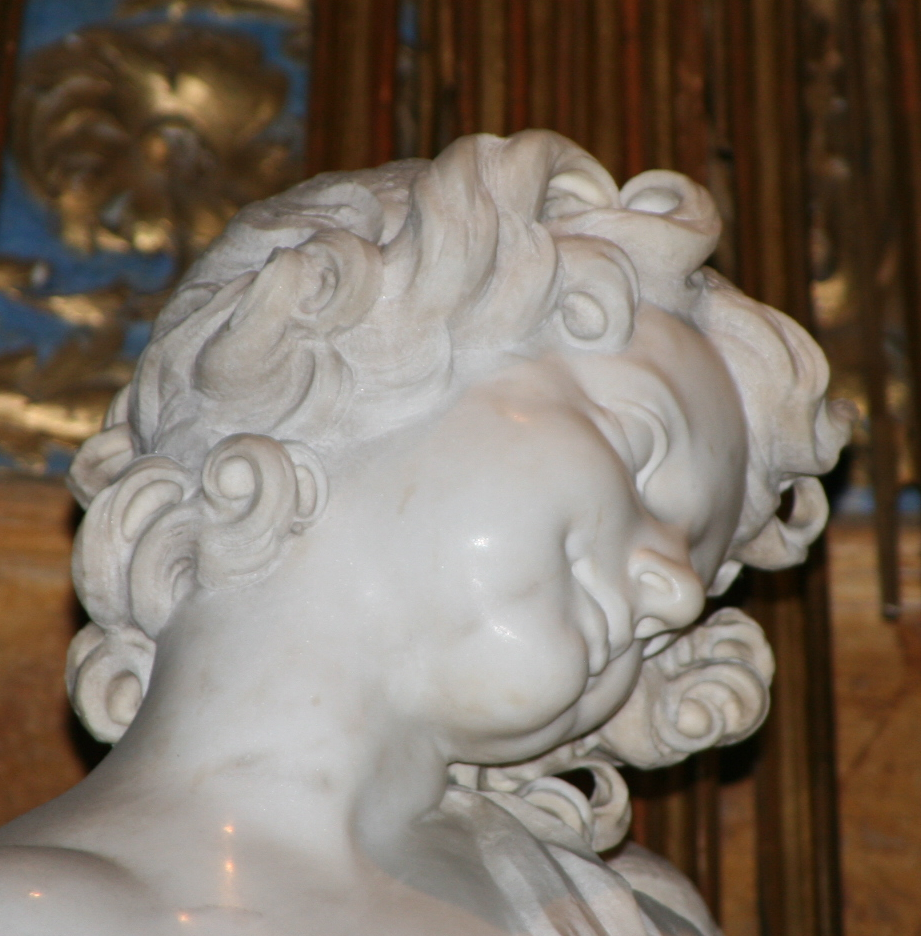
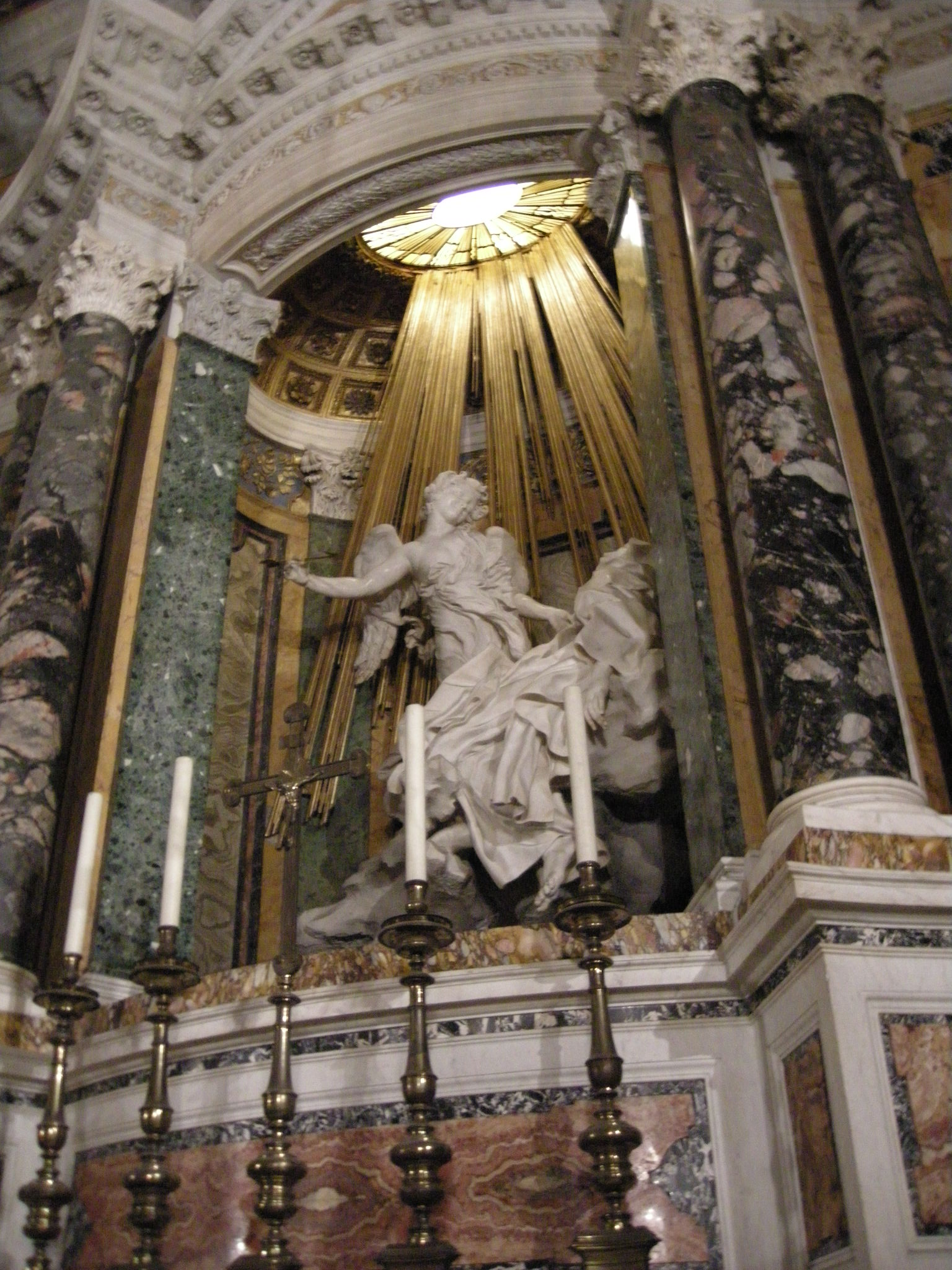
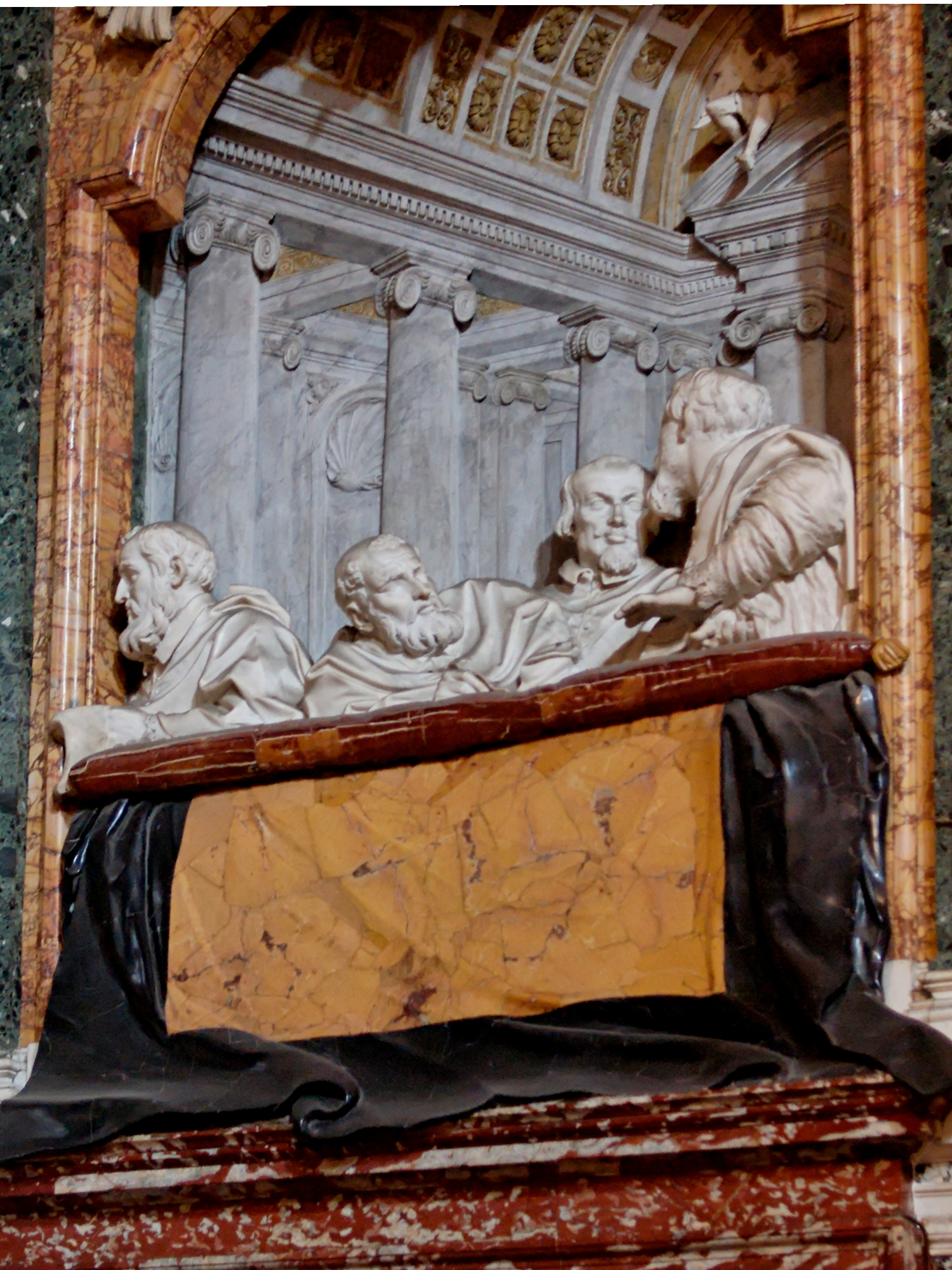